# Hibou (film)
Pour les articles homonymes, voir Hibou (homonymie).
Pour plus de détails, voir Fiche technique et Distribution.
Hibou est une comédie française co-écrite, interpretée et réalisée par Ramzy Bedia, sortie en 2016.   

## Synopsis
Rocky est un gentilhomme que tout le monde ignore et méprise malgré sa gentillesse. Il est loin d'être heureux et se plie à tout : il n'existe dans le regard de personne. Un soir en rentrant chez lui, il découvre sur son canapé un hibou grand-duc qui le fixe intensément. Il se questionne sur ce fait et en parle à ses collègues durant deux jours ainsi qu'à un animalier pour savoir quoi faire. Ce dernier se joue de lui et lui vend des souris mortes. Le Hibou est réfractaire au dîner, il comprend alors qu'il doit agir métaphoriquement. Il arrive à son bureau avec un déguisement de hibou sans que personne n'y prête la moindre attention. Grâce à cette métamorphose, il croise un panda également déguisé.

## Fiche technique
- Titre : Hibou
- Réalisation : Ramzy Bedia
- Scénario : Ramzy Bedia, Fadette Drouard et François Reczulski, avec la collaboration de François Uzan
- Musique : Ulysse Cottin, Arthur Simonini et Louis Sommer
- Supervision musicale : Martin Delemazure et Joanna Aveillan
- Direction artistique : Jean-François Clément et Grégoire Steunou
- Montage : Jean-Denis Buré
- Photographie : Jean-Louis Vialard (AFC)
- Casting : Murielle La Ferrière
- Matériel de prises de vues : Panavision
- Effets visuels : La Compagnie Générale des Effets Visuels
- Effets spéciaux et post-production : Digital District
- Costumes : Agnès Noden, Sandra Berrebi et Jenn Pocobene
- Producteurs : Jean Cottin, Sidonie Dumas, André Rouleau et Valérie d'Auteuil
- Production : Les Films du Cap, Gaumont, Caramel Films et 4 Mecs à Lunettes Production
- Directrice de production : Marie-Claire Lalonde et Pascal Bonnet
- Soutiens à la production : Canal +, A Plus Image 6, le CNC, la Procirep, le programme MEDIA (Union Européenne) et Téléfilm Canada
- Distribution : Gaumont (France et Monde) et Les Films Christal (en) (Canada)
- Pays d'origine :  France,  Canada et  Québec
- Format : couleur - Technicolor
- Durée : 83 minutes
- Genre : comédie
- Son : - Dolby Digital
- Date de sortie : 6 juillet 2016
- Date de sortie DVD : 1er décembre 2016
- Date de sortie VOD : 25 juin 2016
- Visa d'exploitation no 140 245
- Box-office France[1] : 8 882 entrées[2]

## Distribution
- Ramzy Bedia : Rocky / hibou
- Élodie Bouchez : Anita / panda
- Étienne Chicot : le patron de l'animalerie
- Lucie Laurier : Carole
- Philippe Katerine : Francis Banane
- Guy Marchand : le père de Rocky
- Joëlle Morin : Marion
- Sylvie Boucher : Otto
- Éric Judor : Marius
- Annie Dufresne : Paule
- Isabelle Giroux : Mélodie
- Franck Gastambide : le bénévole
- Mahée Paiement : Christelle
- François Rollin : M. Grebier
- Eddy King : Bertrand
- UncleFofi : Fares
- Melha Bedia : L’enquêtrice WWF
- Richardson Zéphir : Richardson
- Marion Oliver : Mélissa
- Jim Sakellaropoulos : Coach basket
- Adib Alkhalidey : Le stagiaire
- Jérémy Du Temple : Le serveur food-truck
- Dylane Hétu : Une femme dans la rue
- Christopher Tyson : L'homme sur le toit (non crédité)

## Critiques
Bien que le film soit ignoré par le public lors de sa sortie en salle, il reçoit un accueil généralement positif par la critique presse.
Caroline Vié du journal 20 Minutes qualifie ce premier film de Bedia comme « atypique ».
Christophe Carrière écrit sur L'Express que : « Hibou accumule les questions sans prendre soin de donner toutes les réponses. Et c'est très bien ainsi. L'absurde, ça ne s'explique pas. Pas plus que la poésie. Ce dont regorge ce premier long-métrage de Ramzy Bedia. [...] Hibou se démarque par sa volonté de tourner le dos à un genre codifié et à un cinéma convenu. C'est un film totalement libre, singulier, avec quelques gags qui font mouche et quelques moments qui osent la candeur. »
Nicolas Schaller du Nouvel Observateur donne quatre étoiles sur cinq et écrit que : « Certes, Ramzy emprunte allègrement à ses modèles et ex-partenaires de jeu, et son univers fantaisiste, à mi-chemin entre Pierre Richard et Quentin Dupieux, peut paraître un peu sage. C'est justement le premier degré, la douceur et la naïveté de ce conte kawaii qui étonnent et finissent par toucher. »
Olivier Pélisson de Bande à Part donne la même note en écrivant que : « C'est une œuvre qui assemble les idées, les notes, les teintes, par petites touches, pour former un tout délicat et finalement émouvant. »
Jacques Mandelbaum du Monde se montre, quant à lui, un peu plus sévère dans sa critique, en affirmant que : « [...] Incarné les trois quarts de sa durée par des acteurs déguisés en peluches géantes, progressant sans personnages dignes de ce nom, reposant sur une intrigue pour le moins décousue, Hibou est un film qui cherche tellement à se rendre insituable qu’il en oublie les modalités du contrat cinématographique. »
Le journal Voici voit plutôt une inspiration très légère de l'œuvre cinématographique Le Fabuleux Destin d'Amélie Poulain en disant ceci : « Maladroit dans sa dimension "Amélie Poulain" version garçon, mais au final assez touchant. »

## Autour du film
- Le film a été tourné au Québec[9].
- Concernant la genèse du projet, Ramzy Bedia déclare sur 20 Minutes que : « Tout a commencé par une pub pour les fromages Panda Cheese (en) avec un plantigrade vraiment très méchant. En essayant de broder sur ces petits films pour amuser ma fille, j'ai imaginé que cet homme habillé en panda était agressif parce que les gens ne le voyaient pas ! »[4]. En 2022, il déclare au journaliste Jérôme Lachasse que le film a été réalisé en s'inspirant du sentiment de différence qu'il vivait à l'école, étant passé par l'enseignement catholique privé[10].